# Eurygenius fulvopictus
Eurygenius fulvopictus es una especie de coleóptero de la familia Anthicidae.

## Distribución geográfica
Habita en Kumaon.